# 安德罗斯
安德罗斯（希臘語：Άνδρος）是希腊南愛琴大區安德罗斯专区的市镇。行政中心为安德罗斯镇。市镇面积为380平方公里，2021年人口数量为8,826人。
安德罗斯市镇包括整个安德罗斯岛及其他一些岛屿。现今的安德罗斯市镇成立于2011年的地方政府改革中，当时的三个市镇合并为安德罗斯市镇，而前市镇则成为安德罗斯市镇的三个市区。